# Этлинген
Э́тлинген (нем. Ettlingen), другой вариант — Э́ттлинген — город в Германии в земле Баден-Вюртемберг.
Население 39 тысяч жителей (2005).
Город расположен на реке Альб, на северном краю Шварцвальда, в 10 км к югу от Карлсруэ.

## История

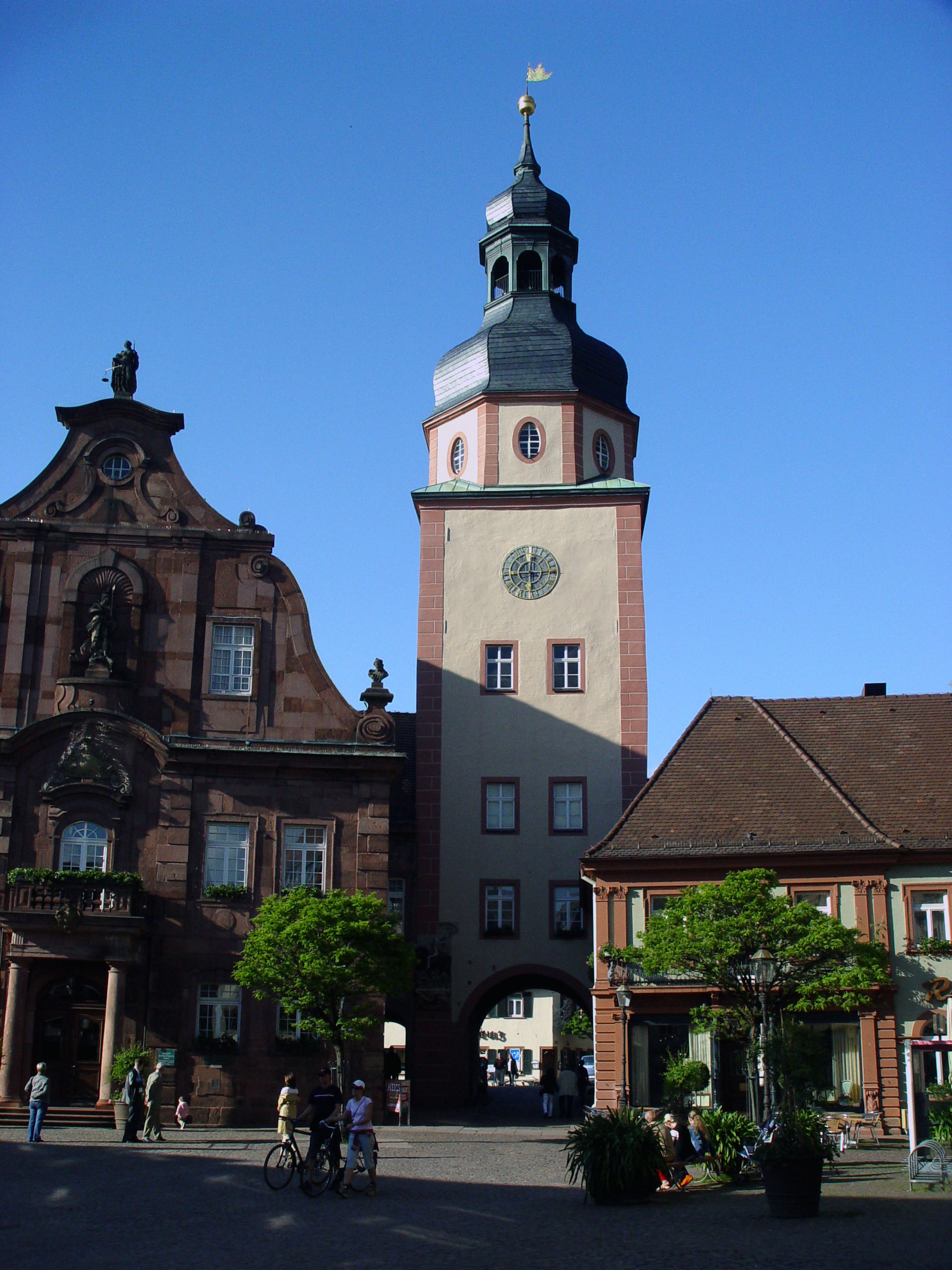
Ратуша

Город Этлинген впервые упоминается в 788 году под именем Эдинингом (нем. Ediningom). Оттон I утвердил патронат над Этлингеном за монастырём Вейсенбург.
В 1227 году город перешел к Бадену, маркграфы которого временно уступали свои права монастырю Лихтенталь. В конце XVII века, во время войны с французами, Этлинген был разрушен, но потом снова выстроен.
Во время войны за испанское наследство от Этлингена до Рейна была протянута так называемая Этлингенская линия укреплений. В битве при Этлингене 9 и 10 июля 1796 года наполеоновский генерал Жан Виктор Моро был побежден эрцгерцогом Карлом, при этом однако Моро совершил своё знаменитое 40-дневное отступление через Шварцвальдские теснины к Рейну; один из современников говорил: «Отступление его было одним из самых замечательнейших стратегических движений, когда-либо исполненных».
2 августа 1837 года в Этлингене, в семье немецкого политика Франца Питера Буля (нем. Franz Peter Buhl; 1809—1862) родился Франц Арманд Буль.

## Города-побратимы
- Эперне (Épernay), Франция, с 1953
- Мидделкерке (Middelkerke), Бельгия, с 1971
- Кливдон (Clevedon), Великобритания, с 1980
- Лёбау (Löbau), Саксония, с 1990
- Гатчина, Россия, с 1992
- Менфи (Menfi), Италия (Сицилия), с 2004